# Dokmir
Dokmir (cyr. Докмир) – wieś w Serbii, w okręgu kolubarskim, w gminie Ub. W 2011 roku liczyła 431 mieszkańców.